# Balakovo
Balakovo (ru. Балаково) este un oraș din Regiunea Saratov, Federația Rusă și are o populație de 200.470 locuitori.